# Llista de topònims d'Anglesola
Llista de topònims (noms propis de lloc) del municipi d'Anglesola, a l'Urgell
Informació actualitzada per un bot. Els canvis manuals es perdran quan s'actualitzi!

## cabana
| imatge | Nom                    | Ubicat a  | instància de | Detalls | coordenades                                                         | Protecció | Commons (més fotos) | Dades a WD                    |
| ------ | ---------------------- | --------- | ------------ | ------- | ------------------------------------------------------------------- | --------- | ------------------- | ----------------------------- |
|        | Torre de Baner         | Anglesola | cabana       |         | 41° 39′ 02″ N, 1° 02′ 11″ E / 41.650418025071°N,1.03650210707921°E  |           |                     | Modifica les dades a Wikidata |
|        | Torre de la Seca       | Anglesola | cabana       |         | 41° 39′ 38″ N, 1° 02′ 12″ E / 41.6604181453522°N,1.0366666502205°E  |           |                     | Modifica les dades a Wikidata |
|        | Torre de la Trudis     | Anglesola | cabana       |         | 41° 39′ 28″ N, 1° 02′ 07″ E / 41.6576833346508°N,1.03527254624292°E |           |                     | Modifica les dades a Wikidata |
|        | Torre del Carleto      | Anglesola | cabana       |         | 41° 39′ 00″ N, 1° 02′ 04″ E / 41.6500224478814°N,1.0344366860173°E  |           |                     | Modifica les dades a Wikidata |
|        | Torre del Carló        | Anglesola | cabana       |         | 41° 38′ 50″ N, 1° 02′ 45″ E / 41.6472876155919°N,1.0457111186517°E  |           |                     | Modifica les dades a Wikidata |
|        | Torre del Cirera       | Anglesola | cabana       |         | 41° 39′ 25″ N, 1° 02′ 13″ E / 41.6570295537176°N,1.0370698465537°E  |           |                     | Modifica les dades a Wikidata |
|        | Torre del Daniel       | Anglesola | cabana       |         | 41° 39′ 38″ N, 1° 02′ 21″ E / 41.6605149999591°N,1.03917385230803°E |           |                     | Modifica les dades a Wikidata |
|        | Torre del Dragó        | Anglesola | cabana       |         | 41° 38′ 57″ N, 1° 02′ 29″ E / 41.6490889095432°N,1.0414778262665°E  |           |                     | Modifica les dades a Wikidata |
|        | Torre del Farmacèutic  | Anglesola | cabana       |         | 41° 39′ 49″ N, 1° 03′ 41″ E / 41.6637117121055°N,1.06142906062519°E |           |                     | Modifica les dades a Wikidata |
|        | Torre del Feliciano    | Anglesola | cabana       |         | 41° 39′ 35″ N, 1° 02′ 29″ E / 41.6596978990242°N,1.0414325294867°E  |           |                     | Modifica les dades a Wikidata |
|        | Torre del Gil          | Anglesola | cabana       |         | 41° 39′ 19″ N, 1° 02′ 18″ E / 41.6552140724739°N,1.03834993709581°E |           |                     | Modifica les dades a Wikidata |
|        | Torre del Llarg        | Anglesola | cabana       |         | 41° 39′ 48″ N, 1° 03′ 25″ E / 41.6633212070139°N,1.05697275892746°E |           |                     | Modifica les dades a Wikidata |
|        | Torre del Montgai      | Anglesola | cabana       |         | 41° 38′ 51″ N, 1° 02′ 28″ E / 41.6474597614551°N,1.04101084890493°E |           |                     | Modifica les dades a Wikidata |
|        | Torre del Pere el Coix | Anglesola | cabana       |         | 41° 38′ 50″ N, 1° 02′ 40″ E / 41.6471286948969°N,1.04431101281391°E |           |                     | Modifica les dades a Wikidata |
|        | Torre del Segarreta    | Anglesola | cabana       |         | 41° 39′ 53″ N, 1° 02′ 32″ E / 41.664680797687°N,1.0422098475539°E   |           |                     | Modifica les dades a Wikidata |
|        | Torre del Vidal        | Anglesola | cabana       |         | 41° 39′ 41″ N, 1° 02′ 45″ E / 41.6612880969608°N,1.04596029391232°E |           |                     | Modifica les dades a Wikidata |
|        | cabana de les Matildes | Anglesola | cabana       |         | 41° 39′ 31″ N, 1° 02′ 00″ E / 41.6584768021501°N,1.03321875092386°E |           |                     | Modifica les dades a Wikidata |
|        | cabana del Viciana     | Anglesola | cabana       |         | 41° 39′ 27″ N, 1° 02′ 35″ E / 41.6575979867741°N,1.04293734378087°E |           |                     | Modifica les dades a Wikidata |
|        | caseta del Canal       | Anglesola | cabana       |         | 41° 38′ 39″ N, 1° 04′ 12″ E / 41.6441573490365°N,1.06992828611837°E |           |                     | Modifica les dades a Wikidata |
|        | caseta del Canal       | Anglesola | cabana       |         | 41° 40′ 10″ N, 1° 03′ 58″ E / 41.6695821629303°N,1.06612974837226°E |           |                     | Modifica les dades a Wikidata |
|        | cobert del Carlos      | Anglesola | cabana       |         | 41° 40′ 43″ N, 1° 01′ 42″ E / 41.6787125653919°N,1.02837371472633°E |           |                     | Modifica les dades a Wikidata |

## casa
| imatge | Nom                             | Ubicat a  | instància de | Detalls                                                 | coordenades                                                                                     | Protecció                                  | Commons (més fotos)             | Dades a WD                    |
| ------ | ------------------------------- | --------- | ------------ | ------------------------------------------------------- | ----------------------------------------------------------------------------------------------- | ------------------------------------------ | ------------------------------- | ----------------------------- |
|        | Ca l'Alzamora                   | Anglesola | casa         | Estil: arquitectura popular                             | 41° 39′ 31″ N, 1° 04′ 55″ E / 41.658688°N,1.082004°E 335 msnm                                   | bé integrant del patrimoni cultural català | Ca l'Alzamora (Anglesola)       | Modifica les dades a Wikidata |
|        | Ca l'Erill                      | Anglesola | casa         | Estil: gòtic tardà                                      | 41° 39′ 30″ N, 1° 04′ 58″ E / 41.658472222222°N,1.0828777777778°E 336 msnm                      | bé cultural d'interès local                | Ca l'Erill (Anglesola)          | Modifica les dades a Wikidata |
|        | Cal Real                        | Anglesola | casa         | Estil: arquitectura gòtica                              | 41° 39′ 30″ N, 1° 04′ 57″ E / 41.658222222222°N,1.0824777777778°E ca:Carrer Bonaire, 6 334 msnm | bé integrant del patrimoni cultural català | Cal Real (Anglesola)            | Modifica les dades a Wikidata |
|        | Casa del Marquès de Castellbell | Anglesola | casa         | Estil: arquitectura gòtica arquitectura del Renaixement | 41° 39′ 30″ N, 1° 04′ 59″ E / 41.658363888889°N,1.0831722222222°E ca:Major, 6 336 msnm          | bé cultural d'interès local                | Casa del Marquès de Castellvell | Modifica les dades a Wikidata |

## creu de terme
| imatge | Nom                                     | Ubicat a  | instància de  | Detalls                    | coordenades                                                                | Protecció                                  | Commons (més fotos)                     | Dades a WD                    |
| ------ | --------------------------------------- | --------- | ------------- | -------------------------- | -------------------------------------------------------------------------- | ------------------------------------------ | --------------------------------------- | ----------------------------- |
|        | creu de terme de la plaça de Santa Anna | Anglesola | creu de terme | Estil: arquitectura gòtica | 41° 39′ 29″ N, 1° 05′ 02″ E / 41.658188888889°N,1.0837888888889°E 335 msnm | bé integrant del patrimoni cultural català | Creu de terme de la plaça de Santa Anna | Modifica les dades a Wikidata |
|        | creu de terme de les Forques            | Anglesola | creu de terme | Estil: arquitectura gòtica | 41° 39′ 32″ N, 1° 04′ 55″ E / 41.658783333333°N,1.0818805555556°E 335 msnm | bé integrant del patrimoni cultural català | Creu de terme de les Forques            | Modifica les dades a Wikidata |

## edifici
| imatge | Nom                        | Ubicat a  | instància de | Detalls                     | coordenades                                                                | Protecció                                  | Commons (més fotos)        | Dades a WD                    |
| ------ | -------------------------- | --------- | ------------ | --------------------------- | -------------------------------------------------------------------------- | ------------------------------------------ | -------------------------- | ----------------------------- |
|        | Antic hospital d'Anglesola | Anglesola | edifici      | Estil: arquitectura popular | 41° 39′ 32″ N, 1° 04′ 58″ E / 41.658966666667°N,1.0828055555556°E 336 msnm | bé integrant del patrimoni cultural català | Antic hospital d'Anglesola | Modifica les dades a Wikidata |
|        | Museu del Carro            | Anglesola | edifici      |                             | 41° 39′ 24″ N, 1° 04′ 59″ E / 41.65671°N,1.083035°E 333 msnm               | bé cultural d'interès local                | Museu del Carro            | Modifica les dades a Wikidata |

## granja
| imatge | Nom                 | Ubicat a  | instància de | Detalls | coordenades                                                         | Protecció | Commons (més fotos) | Dades a WD                    |
| ------ | ------------------- | --------- | ------------ | ------- | ------------------------------------------------------------------- | --------- | ------------------- | ----------------------------- |
|        | Granges Giribet     | Anglesola | granja       |         | 41° 39′ 41″ N, 1° 04′ 58″ E / 41.6614570374283°N,1.08271920593124°E |           |                     | Modifica les dades a Wikidata |
|        | Granja Segarreta    | Anglesola | granja       |         | 41° 40′ 47″ N, 1° 02′ 57″ E / 41.6798069655208°N,1.04922037814012°E |           |                     | Modifica les dades a Wikidata |
|        | Granja de Cal Sila  | Anglesola | granja       |         | 41° 39′ 15″ N, 1° 04′ 35″ E / 41.6540639596837°N,1.07633353933739°E |           |                     | Modifica les dades a Wikidata |
|        | Granja de l'Alonso  | Anglesola | granja       |         | 41° 39′ 04″ N, 1° 04′ 59″ E / 41.6511765749797°N,1.08302418405021°E |           |                     | Modifica les dades a Wikidata |
|        | Granja de l'Ametlla | Anglesola | granja       |         | 41° 39′ 06″ N, 1° 04′ 29″ E / 41.6515854274901°N,1.07461802092201°E |           |                     | Modifica les dades a Wikidata |
|        | Granja del Catxurro | Anglesola | granja       |         | 41° 39′ 06″ N, 1° 04′ 56″ E / 41.6517556956788°N,1.08210635782226°E |           |                     | Modifica les dades a Wikidata |
|        | Granja del Martí    | Anglesola | granja       |         | 41° 39′ 06″ N, 1° 05′ 00″ E / 41.651768122992°N,1.08339091720652°E  |           |                     | Modifica les dades a Wikidata |
|        | Granja del Quico    | Anglesola | granja       |         | 41° 39′ 11″ N, 1° 04′ 33″ E / 41.6529826577578°N,1.07576527833649°E |           |                     | Modifica les dades a Wikidata |

## masia
| imatge | Nom                   | Ubicat a  | instància de | Detalls | coordenades                                                         | Protecció | Commons (més fotos) | Dades a WD                    |
| ------ | --------------------- | --------- | ------------ | ------- | ------------------------------------------------------------------- | --------- | ------------------- | ----------------------------- |
|        | Cal Cantirer          | Anglesola | masia        |         | 41° 41′ 15″ N, 1° 02′ 52″ E / 41.6874087541311°N,1.04764495779239°E |           |                     | Modifica les dades a Wikidata |
|        | Cal Futroi            | Anglesola | masia        |         | 41° 40′ 27″ N, 1° 04′ 15″ E / 41.6742367520893°N,1.07084356642447°E |           |                     | Modifica les dades a Wikidata |
|        | Casa del Quico        | Anglesola | masia        |         | 41° 39′ 12″ N, 1° 04′ 29″ E / 41.6534144666027°N,1.07465960559107°E |           |                     | Modifica les dades a Wikidata |
|        | Mas Florenç           | Anglesola | masia        |         | 41° 39′ 37″ N, 1° 01′ 46″ E / 41.6603566245141°N,1.02939032019772°E |           |                     | Modifica les dades a Wikidata |
|        | Masia Adrals          | Anglesola | masia        |         | 41° 41′ 41″ N, 1° 02′ 14″ E / 41.6946638270948°N,1.03735555882441°E |           |                     | Modifica les dades a Wikidata |
|        | Masia Albareda        | Anglesola | masia        |         | 41° 39′ 23″ N, 1° 03′ 38″ E / 41.6564370297623°N,1.06051840682093°E |           |                     | Modifica les dades a Wikidata |
|        | Masia Mingot          | Anglesola | masia        |         | 41° 41′ 25″ N, 1° 02′ 41″ E / 41.69015556°N,1.04480278°E            |           |                     | Modifica les dades a Wikidata |
|        | Masia Ramon del Cantí | Anglesola | masia        |         | 41° 40′ 57″ N, 1° 02′ 53″ E / 41.6825448339616°N,1.04815247745586°E |           |                     | Modifica les dades a Wikidata |
|        | Masia d'Emmaús        | Anglesola | masia        |         | 41° 39′ 28″ N, 1° 03′ 14″ E / 41.6579°N,1.0538°E                    |           |                     | Modifica les dades a Wikidata |
|        | Masia del Gambús      | Anglesola | masia        |         | 41° 39′ 33″ N, 1° 03′ 43″ E / 41.6591449557511°N,1.06193838426548°E |           |                     | Modifica les dades a Wikidata |
|        | Masia del Pigat       | Anglesola | masia        |         | 41° 40′ 58″ N, 1° 06′ 02″ E / 41.682772166049°N,1.1005314993556°E   |           |                     | Modifica les dades a Wikidata |
|        | Masia el Pera         | Anglesola | masia        |         | 41° 40′ 27″ N, 1° 03′ 13″ E / 41.6742990634577°N,1.05371138183748°E |           |                     | Modifica les dades a Wikidata |
|        | Torre Anguera         | Anglesola | masia        |         | 41° 40′ 35″ N, 1° 03′ 45″ E / 41.676510291051°N,1.06251052362453°E  |           |                     | Modifica les dades a Wikidata |
|        | Torre Bonet           | Anglesola | masia        |         | 41° 40′ 33″ N, 1° 03′ 30″ E / 41.6759350294898°N,1.05831116611746°E |           |                     | Modifica les dades a Wikidata |
|        | Torre Canyada         | Anglesola | masia        |         | 41° 40′ 44″ N, 1° 03′ 06″ E / 41.6787664653041°N,1.05159447875126°E |           |                     | Modifica les dades a Wikidata |
|        | Torre Gassol          | Anglesola | masia        |         | 41° 40′ 26″ N, 1° 03′ 19″ E / 41.6740216625212°N,1.05541354524676°E |           |                     | Modifica les dades a Wikidata |
|        | Torre Montserrat      | Anglesola | masia        |         | 41° 40′ 09″ N, 1° 02′ 44″ E / 41.66924303743°N,1.0456751057886°E    |           |                     | Modifica les dades a Wikidata |
|        | Torre Peguera         | Anglesola | masia        |         | 41° 40′ 06″ N, 1° 03′ 23″ E / 41.6682848302195°N,1.05649914607855°E |           |                     | Modifica les dades a Wikidata |
|        | Torre Segarreta       | Anglesola | masia        |         | 41° 40′ 46″ N, 1° 03′ 00″ E / 41.6794165546356°N,1.05009716610064°E |           |                     | Modifica les dades a Wikidata |
|        | Torre de l'Espina     | Anglesola | masia        |         | 41° 39′ 17″ N, 1° 02′ 16″ E / 41.654696867948°N,1.0377087075069°E   |           |                     | Modifica les dades a Wikidata |
|        | Torre de l'Obac       | Anglesola | masia        |         | 41° 40′ 15″ N, 1° 03′ 53″ E / 41.6709632333195°N,1.06470699240216°E |           |                     | Modifica les dades a Wikidata |
|        | Torre del Climent     | Anglesola | masia        |         | 41° 38′ 47″ N, 1° 02′ 25″ E / 41.6463130325421°N,1.04031313394475°E |           |                     | Modifica les dades a Wikidata |
|        | Torre del Fermí       | Anglesola | masia        |         | 41° 40′ 16″ N, 1° 03′ 56″ E / 41.6711310278323°N,1.06557885995707°E |           |                     | Modifica les dades a Wikidata |
|        | Torre del Fermín      | Anglesola | masia        |         | 41° 39′ 24″ N, 1° 03′ 34″ E / 41.6567234392548°N,1.05934488206414°E |           |                     | Modifica les dades a Wikidata |
|        | Torre del Ferro       | Anglesola | masia        |         | 41° 40′ 23″ N, 1° 04′ 01″ E / 41.6729286795054°N,1.06696653092683°E |           |                     | Modifica les dades a Wikidata |
|        | Torre del Lelo        | Anglesola | masia        |         | 41° 40′ 29″ N, 1° 03′ 30″ E / 41.6746915365023°N,1.05827647544138°E |           |                     | Modifica les dades a Wikidata |
|        | Torre del Mònico      | Anglesola | masia        |         | 41° 39′ 47″ N, 1° 01′ 59″ E / 41.6630426067679°N,1.03318786176967°E |           |                     | Modifica les dades a Wikidata |
|        | Torre del Roig        | Anglesola | masia        |         | 41° 40′ 15″ N, 1° 04′ 01″ E / 41.6708674125563°N,1.06704023286885°E |           |                     | Modifica les dades a Wikidata |
|        | Torre del Verdú       | Anglesola | masia        |         | 41° 40′ 32″ N, 1° 03′ 51″ E / 41.6754477631541°N,1.06412812569135°E |           |                     | Modifica les dades a Wikidata |
|        | Torre el Miró         | Anglesola | masia        |         | 41° 40′ 09″ N, 1° 03′ 04″ E / 41.6690384832958°N,1.05101107287717°E |           |                     | Modifica les dades a Wikidata |
|        | Xalet del Peguera     | Anglesola | masia        |         | 41° 39′ 01″ N, 1° 04′ 51″ E / 41.6503107087239°N,1.08079228372976°E |           |                     | Modifica les dades a Wikidata |
|        | la Mina               | Anglesola | masia        |         | 41° 40′ 42″ N, 1° 03′ 09″ E / 41.678367224567°N,1.0526070664026°E   |           |                     | Modifica les dades a Wikidata |
|        | les Bombes            | Anglesola | masia        |         | 41° 41′ 08″ N, 1° 06′ 36″ E / 41.685631247511°N,1.1100592817565°E   |           |                     | Modifica les dades a Wikidata |

## Misc
| imatge | Nom                                           | Ubicat a                                     | instància de                                   | Detalls                                         | coordenades | Protecció                                  | Commons (més fotos)                 | Dades a WD                    |
| ------ | --------------------------------------------- | -------------------------------------------- | ---------------------------------------------- | ----------------------------------------------- | --- | ------------------------------------------ | ----------------------------------- | ----------------------------- |
|        | Anglesola                                     | Anglesola                                    | entitat singular de població capital municipal | 1370 hab                                        | 41° 39′ 23″ N, 1° 04′ 58″ E / 41.65649°N,1.08286°E 335 msnm                                                                                   |                                            |                                     | Modifica les dades a Wikidata |
|        | Anglesola                                     | Anglesola                                    | vèrtex geodèsic                                |                                                 | 41° 39′ 32″ N, 1° 04′ 54″ E / 41.658828°N,1.081796°E 356.689 msnm                                                                             |                                            |                                     | Modifica les dades a Wikidata |
|        | Carrer Major                                  | Anglesola                                    | carrer                                         | Estil: arquitectura gòtica arquitectura barroca | 41° 39′ 26″ N, 1° 05′ 12″ E / 41.657297222222°N,1.0867638888889°E 338 msnm                                                                    | bé integrant del patrimoni cultural català | Carrer Major d'Anglesola            | Modifica les dades a Wikidata |
|        | Convent dels Trinitaris                       | Anglesola                                    | convent                                        |                                                 | 41° 39′ 26″ N, 1° 05′ 13″ E / 41.657311111111°N,1.0868916666667°E ca:c/ Major 338 msnm                                                        | bé integrant del patrimoni cultural català | Convent dels Trinitaris (Anglesola) | Modifica les dades a Wikidata |
|        | Espai Natural Protegit d'Anglesola-Vilagrassa | Urgell Vilagrassa Anglesola Tàrrega          | espai natural                                  |                                                 | 41° 40′ 16″ N, 1° 05′ 42″ E / 41.671°N,1.095°E                                                                                                |                                            |                                     | Modifica les dades a Wikidata |
|        | Estació d'Anglesola                           | Anglesola                                    | estació de ferrocarril                         |                                                 | 41° 38′ 47″ N, 1° 04′ 44″ E / 41.646388888888886°N,1.0789722222222222°E                                                                       |                                            |                                     | Modifica les dades a Wikidata |
|        | Molí del Calaf                                | Anglesola                                    | molí d'aigua                                   | Estil: arquitectura popular                     | 41° 40′ 26″ N, 1° 03′ 29″ E / 41.673929°N,1.058065°E                                                                                          | bé integrant del patrimoni cultural català |                                     | Modifica les dades a Wikidata |
|        | Ondara                                        | Urgell Segarra                               | curs d'aigua                                   | Desemboca: canal d'Urgell Llarg: 47km           | 41° 34′ 01″ N, 1° 23′ 09″ E / 41.56681388888889°N,1.3858288888888888°E 41° 40′ 08″ N, 1° 03′ 52″ E / 41.66878805555555°N,1.0644569444444445°E |                                            | Ondara River                        | Modifica les dades a Wikidata |
|        | Pedrera de Sant Pere                          | Anglesola                                    | pedrera                                        |                                                 | 41° 38′ 52″ N, 1° 03′ 27″ E / 41.6476879413184°N,1.05763485816661°E                                                                           |                                            |                                     | Modifica les dades a Wikidata |
|        | Polígon industrial La Serra                   | Anglesola                                    | polígon industrial                             |                                                 | 41° 39′ 14″ N, 1° 05′ 30″ E / 41.6538942595484°N,1.09154207367822°E                                                                           |                                            |                                     | Modifica les dades a Wikidata |
|        | Pont del Camí de Barbens                      | Anglesola                                    | pont                                           | Travessa: canal d'Urgell                        | 41° 39′ 39″ N, 1° 03′ 42″ E / 41.6608596876826°N,1.06161071414329°E                                                                           |                                            |                                     | Modifica les dades a Wikidata |
|        | Sant Pau de Narbona d'Anglesola               | Anglesola                                    | església església parroquial                   | Estil: gòtic tardà                              | 41° 39′ 32″ N, 1° 04′ 55″ E / 41.65886°N,1.08184°E 335 msnm                                                                                   | bé cultural d'interès nacional             | Sant Pau de Narbona d'Anglesola     | Modifica les dades a Wikidata |
|        | Santa Anna                                    | Anglesola                                    | edifici històric capella                       |                                                 | 41° 39′ 32″ N, 1° 05′ 03″ E / 41.658851035397°N,1.08415365922847°E                                                                            |                                            |                                     | Modifica les dades a Wikidata |
|        | canal d'Urgell                                | Noguera Urgell Pla d'Urgell Garrigues Segrià | canal de reg                                   | Desemboca: Segre Llarg: 144.2km                 | 41° 55′ 47″ N, 1° 09′ 50″ E / 41.92977111111111°N,1.16391°E 41° 34′ 27″ N, 0° 34′ 37″ E / 41.57407111111111°N,0.5769580555555556°E            |                                            | Canal d'Urgell                      | Modifica les dades a Wikidata |
|        | casa consistorial d'Anglesola                 | Anglesola                                    | casa consistorial                              |                                                 | 41° 39′ 32″ N, 1° 04′ 53″ E / 41.6589735°N,1.0814497°E                                                                                        |                                            |                                     | Modifica les dades a Wikidata |
|        | castell d'Anglesola                           | Anglesola                                    | castell                                        | Estil: arquitectura romànica                    | 41° 39′ 32″ N, 1° 04′ 53″ E / 41.658786111111°N,1.0814805555556°E 338 msnm                                                                    | bé integrant del patrimoni cultural català | Castell d'Anglesola                 | Modifica les dades a Wikidata |
|        | les Cases de Barbens                          | Anglesola                                    | caseria                                        |                                                 | 41° 39′ 59″ N, 1° 02′ 06″ E / 41.666358194657°N,1.034952270135°E                                                                              |                                            |                                     | Modifica les dades a Wikidata |
|        | Àlber de les Cases de Barbens                 | Anglesola                                    | arbre singular                                 | Taxon: àlber (Populus alba)                     | 41° 40′ 05″ N, 1° 01′ 45″ E / 41.668133°N,1.029057°E                                                                                          |                                            |                                     | Modifica les dades a Wikidata |